# Angel Stadium of Anaheim
Angel Stadium of Anaheim (tidligere kendt som Anaheim Stadium og Edison International Field of Anaheim) er et baseballstadion i Anaheim i Californien, USA, der er hjemmebane for MLB-klubben Los Angeles Angels of Anaheim. Stadionet har plads til 45.050 tilskuere, og blev indviet 19. april 1966. 